# Warffum
Warffum, dialekt groningski Waarvum – wieś w Holandii, w prowincji Groningen, w gminie Eemsmond. Do 1990 roku Warffum stanowiło osobną gminę. Po reformie administracyjnej wieś weszła w skład gminy Hefshuizen.
Ocenia się, że osadnicy na terenie dzisiejszej wsi Warffum pojawili się już w V wieku n.e.
We wsi istnieje dworzec kolejowy wybudowany w 1893 roku.
W 2004 roku wieś Warffum gościła przedstawicieli rodziny królewskiej podczas Dnia Królowej.